# لاري بيجرام
لاري بيجرام (بالإنجليزية: Larry Pegram)‏ مواليد 5 سبتمبر 1973 في كولومبوس، أوهايو، هو متسابق دراجات نارية أمريكي. نافس في بطولة العالم للسوبربايك.

## وصلات خارجية
- لاري بيجرام على موقع WorldSBK.com (الإنجليزية)
- لاري بيجرام على موقع ألعاب إكس (مؤرشف) (الإنجليزية)

- الموقع الإلكتروني